# NGC 2726
NGC 2726 é uma galáxia espiral (Sa) localizada na direcção da constelação de Ursa Major. Possui uma declinação de +59° 56' 00" e uma ascensão recta de 9 horas, 04 minutos e 56,8 segundos.
A galáxia NGC 2726 foi descoberta em 19 de Março de 1790 por William Herschel.